# V. M. Band
A V.M. Band (Varga Miklós Band) rövid életű magyar rockegyüttes volt, amelyet Varga Miklós alapított 1984-ben. Pályafutásuk alatt két nagylemezt adtak ki.

## Története
1984-ben alakultak Budapesten. Varga Miklós elhatározta, hogy megalakítja saját együttesét, miután kilépett a P. Box és Sirokkó zenekarokból. Olyan zenészeket hívott maga mellé, mint Soldos László (Sirokkó) és Varga László (Senator). 1986-ban Szekeres Tamás csatlakozott hozzájuk. "Európa" című dalukkal sikereket értek el. Fehér Attila 1987-ben a Stephez csatlakozott, így ebben az évben a VM Band feloszlott.

## Tagok
- Varga Miklós – ének
- Ács András – basszusgitár
- Fehér Attila – gitár
- Szekeres Tamás – gitár (1986)
- Varga László – billentyűk
- Soldos László – ütős hangszerek

## Diszkográfia
- Európa (1985)
- Játék, szenvedély... (1986)